# Йордан Андрій Андрійович
Андрій Андрійович Йордан (22 грудня 1934 — 20 січня 2006) — радянський, киргизький партійний і державний діяч, виконував обов'язки прем'єр-міністра Киргизстану після загибелі його попередника, Насирдіна Ісанова.

## Кар'єра
Від 1950 року працював на Богословському алюмінієвого заводу (Краснотур'їнськ, Свердловська область, у 1954—1964 роках був литейником, бригадиром, майстром, начальником цеху Ошського авторемонтного заводу. Від 1968 до 1972 року — директор Кара-Сууського авторемонтного заводу.
1972 року закінчив Фрунзенський політехнічний інститут, після чого працював у Міністерстві автомобільного транспорту й шосейних доріг Киргизької РСР на посадах головного інженера, управляючого Південного виробничого автотресту. Від 1979 року — заступник міністра.
Надалі обіймав різні посади в урядових структурах:
- 1983-1987 — голова Державного комітету Киргизької РСР із забезпечення нафтопродуктами;
- 1987-1988 — міністр автомобільного транспорту й шосейних доріг республіки;
- 1988-1991 — голова Держкомітету Киргизстану з транспорту й автомобільних доріг;
- 1989-1991 — заступник голови Ради міністрів Киргизької РСР[1].

Після здобуття Киргизстаном незалежності отримав пост Державного секретаря, виконував обов'язки прем'єр-міністра від кінця листопада 1991 до лютого 1992 року. Від 1992 до 1993 року займав пост міністра торгівлі й матеріальних ресурсів, а у 1993-1994 роках — віце-прем'єр-міністра — міністра промисловості, матеріальних ресурсів і торгівлі. Після цього, до 1996 року, був міністром промисловості й торгівлі. Від 1994 до 1998 року також обіймав посаду міністра зовнішньої торгівлі та промисловості.
Від 1998 року до самої своєї смерті був радником прем'єр-міністра Киргизстану.
Депутат Верховної ради Киргизької РСР від 1985 року.